# Kolín (stacja kolejowa)
Kolínⓘ – stacja kolejowa w Kolínie, w kraju środkowoczeskim, w Czechach przy ulicy Rorejcova 569. Położona jest na wysokości 200 m n.p.m.  Jest to ważna stacja węzłowa.

## Linie kolejowe
- linia 010: Kolín - Pardubice - Česká Třebová (dalej na Brno, Ołomuniec)
- linia 011: Kolín - Praga
- linia 014: Kolín - Ledečko (dalej na Benešov)
- linia 230: Kolín - Havlíčkův Brod
- linia 231: Kolín - Lysá nad Labem - Praga